# 塞泽尔
塞泽尔（法語：Sedzère，法語發音：[sɛdzɛʁ]）是法国大西洋比利牛斯省的一个市镇，位于该省东部偏北，属于波城区。

## 地理
塞泽尔（43°20'25"N, 0°10'24"W）面积12.59 平方千米，位于法国新阿基坦大区大西洋比利牛斯省，该省份为法国东南部省份，涵盖了贝阿恩与北巴斯克，西临大西洋比斯開灣，北至朗德省，东北接热尔省，东临上比利牛斯省，南与西班牙接壤。
与塞泽尔接壤的市镇（或旧市镇、城区）包括：阿里安、埃斯佩谢德、加巴斯通、莱斯普尔西、隆比亚、圣洛朗-布列塔尼、于罗斯特。
塞泽尔的时区为UTC+01:00、UTC+02:00（夏令时）。

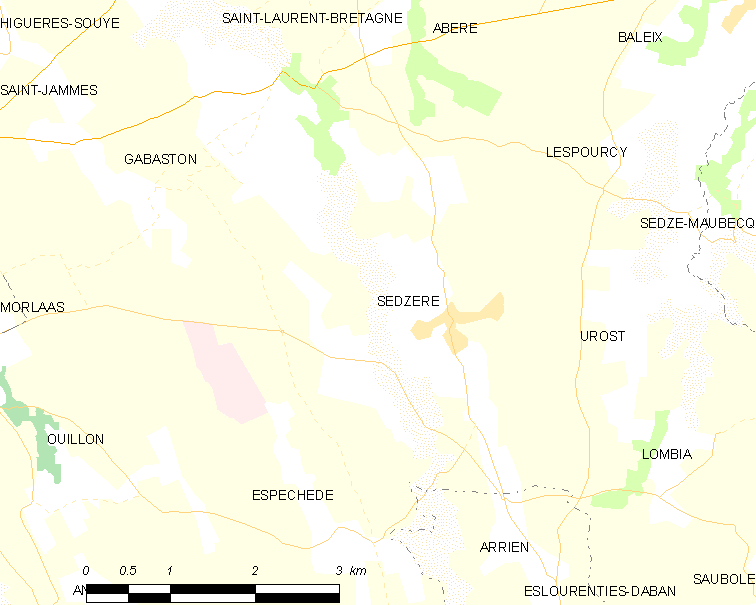
塞泽尔的OSM定位图

## 行政
塞泽尔的邮政编码为64160，INSEE市镇编码为64516。

## 政治
塞泽尔所属的省级选区为莫尔拉斯与蒙塔内雷斯地区县。

## 人口

1962-2008年间塞泽尔人口变化图示

塞泽尔于2022年1月1日时的人口数量为391人。